# 弗勒雷
弗勒雷（法語：Fleuré，法語發音：[flœʁe] ⓘ）是法国新阿基坦大区维埃纳省的一个市镇，位于该省中部，属于普瓦捷区。

## 地理
弗勒雷（46°28'38"N, 0°31'19"E）面积16.68 平方千米，位于法国新阿基坦大区维埃纳省，该省份为法国中西部省份，北起曼恩-卢瓦尔省和安德尔-卢瓦尔省，西接德塞夫勒省，南至夏朗德省，东南接上维埃纳省，东临安德尔省。
与弗勒雷接壤的市镇（或旧市镇、城区）包括：迪耶内、洛迈泽、尼约伊莱斯普瓦尔、瓦尔迪维耶讷、萨维尼莱韦斯科、泰尔塞、韦尔农。

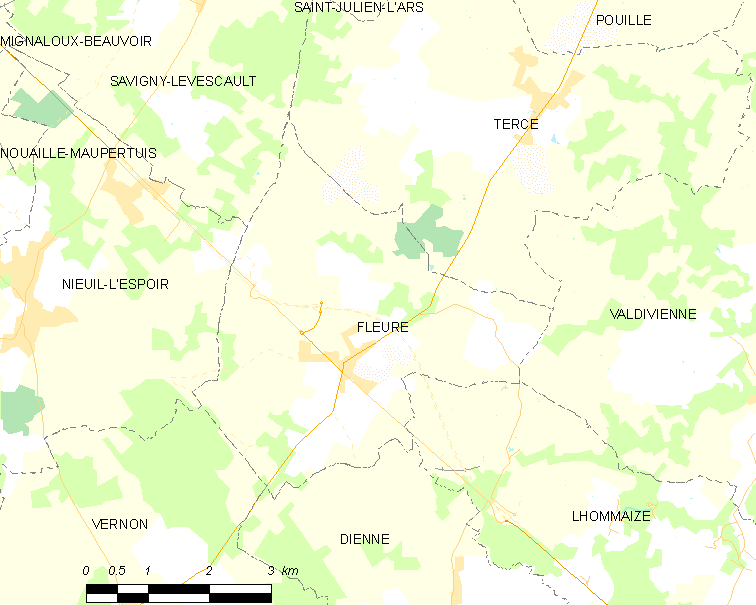
弗勒雷的OSM定位图

弗勒雷的时区为UTC+01:00、UTC+02:00（夏令时）。

## 行政
弗勒雷的邮政编码为86340，INSEE市镇编码为86099。

## 政治
弗勒雷所属的省级选区为维沃讷县。

## 人口

1962-2008年间弗勒雷人口变化图示

弗勒雷于2022年1月1日时的人口数量为1108人。